# Zaramay
Agustín Carlos Roberto García (San Martín, Buenos Aires, 10 de junio de 1994,) conocido artísticamente como Zaramay, es un rapero y compositor argentino. Es uno de los primeros artistas argentinos de trap. Comenzó su carrera en 2016 con su sencillo "Me Siento Messi" y en 2018 lanzó sus primeras sesiones de freestyle, logrando reconocimiento nacional. En 2020 saltó a la fama internacional tras su colaboración con Bizarrap, la cual logró posicionarse en el puesto número uno en el Argentina Hot 100 de Billboard y que ya cuenta con más de 170 millones de visitas solamente en YouTube.

## Biografía

### 1994-2018: primeros años e inicios musicales
Agustín Carlos Roberto García nació el 10 de junio de 1994 en San Martín, provincia de Buenos Aires. Mide 1.87 y pesa 88kg. En 2010 escribía sus primeras rimas cuando iba a la secundaria. Empezó en la música como un hobbie, grabando sus primeras canciones en 2014, bajo el nombre artístico de «Agustín de Zaramay», un juego de palabras de las calles Zárate y Maipú, esquina en Villa Ballester donde acudía junto a sus amigos.
En 2016 lanzó su primera canción con videoclip: «Me siento Messi». En 2017, publica su EP Enamoradicto. En julio de 2018 estrena su álbum debut Perfume para pulmones de 12 canciones. En agosto del mismo año publica su primera sesión de freestyle «Freestyle Boom Bap Session #1», considerada una de las primeras a nivel hispano.

### 2019-presente: «Zaramay: BZRP Music Sessions, Vol. 31» yEl Jefe del Malianteo (vol. 1)
Entre 2019 y 2020, consiguió consolidarse como referente del género. La «Freestyle Session #5» despertó interés en el productor Bizarrap, quien le propuso realizar una colaboración. El 1 de julio de 2020 se estrena «Zaramay: BZRP Music Sessions, Vol. 31», sencillo que alcanzó el primer puesto en el Argentina Hot 100 de Billboard. El 24 de julio estrenó su segundo álbum de estudio El Jefe del Malianteo (vol. 1). Continuando con las sesiones de freestyle, realizó tres de ellas: «Freestyle Session #11» en colaboración con Homer El Mero Mero, «Freestyle Session #9» y «Freestyle Session #13» en colaboración con Natos y Waor. En este mismo año colaboró en «Baby Drip» y «Como Le Explico» con el reconocido rapero argentino C.R.O, canciones que, juntando sus vistas únicamente en YouTube, acumulan más de 30 millones. 
En julio de 2021, realizó su primera gira internacional en España, donde permaneció 3 meses. En agosto lanzó la tiraera para el cantante L-Gante «Freestyle Session #14, los intocables». En septiembre de ese mismo año estrenó «Freestyle Session #18» grabado en España.
En mayo de 2022, fue telonero del cantante puertorriqueño Anuel AA en el Movistar Arena de Argentina, en el marco de su gira Las Leyendas Nunca Mueren.

## Problemas legales
A principios de febrero de 2021 fue detenido por la Policía Federal Argentina, quien lo acusó de intimidación pública por unas imágenes que él mismo publicó en sus redes sociales, posando con armas de guerra con la banda narcotraficante de la ciudad de Rosario conocida como "Los Monos". Estuvo detenido en la cárcel de Piñero un total de 30 días, saliendo tras pagar una fianza de 500 000 pesos.

## Discografía
Desde que comenzó su carrera en el año 2014, Zaramay, lanzó dos (2) álbumes de estudio y más de ochenta (80) sencillos.

### Álbumes de estudio
- 2017: Enamoradicto
- 2018: Perfume para pulmones
- 2020: El Jefe del Malianteo (vol. 1)

## Giras
- Zaramay Tour (2021)[19]